# Lista locurilor care au primit numele lui Lenin
Aceasta este o listă a unor locuri numite sau redenumite în onoarea lui Vladimir Ulianov, mai bine cunoscut ca Lenin, locuri aflate în special în fosta Uniune Sovietică dar și în unele foste țări socialiste. Lenin și-a compus pseudonimul, probabil având la bază numele râului Lena. 

## Orașe
- Leninabad, 1936-1992 — Khudjand, Tajikistan
- Leninakan, 1924-1990 — Gyumri, Armenia
- Leningrad, 1924-1991 — Sankt Peterburg, Rusia
- Leningrad Oblast, oblastia (regiunea) care cuprinde orașul Sankt Peterburg, și care își păstrează numele din epoca sovietică.
- Lenino, Ucraina
- Leninogorsk, 1941-2002 — Ridder, Kazahstan
- Leninsk, 1958-1995 — Baikonur, Kazahstan
- Leninsk-Kuznețky, Rusia
- Leninváros 1970-1990 — Tiszaújváros, Ungaria
- Ulyanovsk, Simbirsk, Rusia

## Alte locuri
- Pik Lenina (Vârful Lenin), Kârgâzstan / Tadjikistan

Un mare număr de străzi, intreprinderi sau produse industriale din Uniunea Sovietică și din țările blocului socialist au fost botezate cu numele lui Lenin. Un exemplu cunoscut este spărgătorul de gheață cu propulsie nucleară Lenin.